# Die tote Stadt

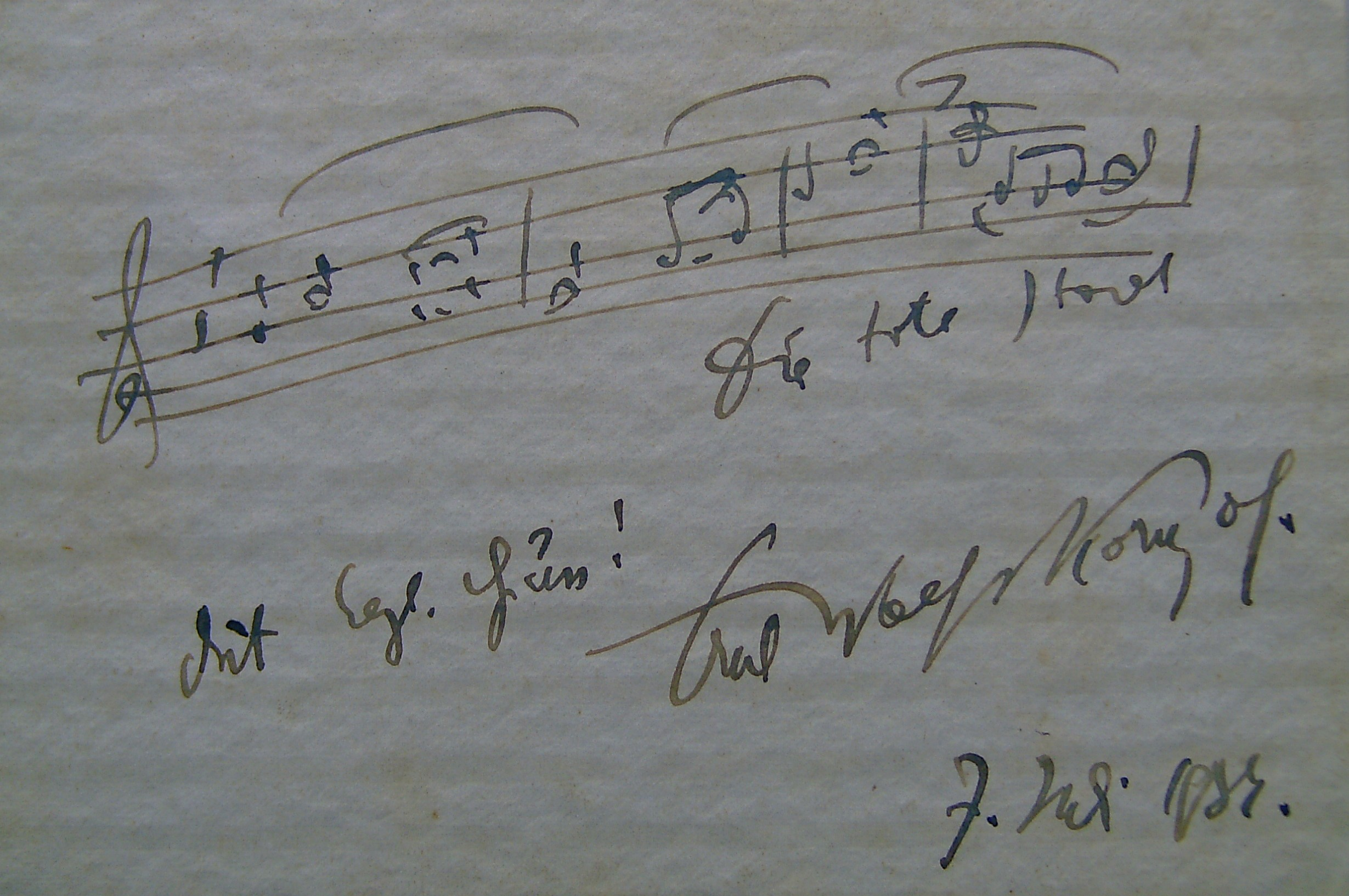
Noten der Oper mit Widmung

Die tote Stadt, op. 12, ist eine durchkomponierte Oper in drei Bildern mit einer Musik von Erich Wolfgang Korngold und einem Text von Paul Schott, einem Pseudonym, unter dem Julius Korngold, Erich Wolfgang Korngolds Vater, und der Komponist selbst zusammenarbeiteten. Das Libretto basiert auf dem symbolistischen Roman Das tote Brügge (Bruges-la-morte, 1892; deutsche Übersetzung: 1903) von Georges Rodenbach (1855–1898). Korngold, der als „Wunderkind“ galt, war zum Zeitpunkt der Uraufführung erst 23 Jahre alt.

## Aufführungsgeschichte
Die Oper wurde mit großem Erfolg am 4. Dezember 1920 gleichzeitig im Stadttheater Hamburg (Dirigent: Egon Pollak) und im Stadttheater Köln (Dirigent: Otto Klemperer) uraufgeführt. Bis in die 1950er Jahre folgten weltweit Aufführungen auf ca. 80 Bühnen. So 1921 in Wien und in New York, wo Maria Jeritza in der Rolle der Marietta ihr Debüt an der Metropolitan Opera gab. 1922 in Prag, München und Zürich, 1923 in Antwerpen (in flämischer Sprache), 1924 in Berlin (mit Richard Tauber und Lotte Lehmann), 1925 in Budapest (in ungarischer Sprache). Ab 1933 wurde das Werk von den Nationalsozialisten wegen der jüdischen Herkunft Korngolds von den Spielplänen deutscher Bühnen verbannt, 1955 erfolgte eine erste Neuinszenierung am Münchener Prinzregententheater. Nach Korngolds Tod geriet das Stück weitgehend in Vergessenheit, wird aber seit 1967 (Volksoper Wien) wieder regelmäßiger aufgeführt: 1975 an der New York City Opera und 1978 in Darmstadt; 1983 wurde Götz Friedrichs Produktion an der Deutschen Oper Berlin – die 1985 auch an die Wiener Staatsoper übernommen wurde – für das Fernsehen aufgezeichnet und erschien später als DVD.
In Korngolds Geburtsstadt Brünn wurde Die tote Stadt erstmals im Mai 2002 im Rahmen des Korngold-Festivals gespielt. Die Inszenierung stammte von Ansgar Haag. Die musikalische Leitung hatte Ivan Pařík. Ein Mitschnitt wurde im tschechischen Fernsehen gezeigt. Anselm Weber inszenierte die Oper 2009 in Frankfurt. In jüngerer Zeit wurden Aufführungen von Johannes Erath am Opernhaus Graz (2015, in der Ausstattung von Herbert Murauer) sowie 2019 von Simon Stone an der Bayerischen Staatsoper unter der musikalischen Leitung von Kirill Petrenko inszeniert. Bis 2015 gab es weltweit etwa 550 Aufführungen.

## Besetzung
Orchester
- Piccolo (auch 3. Flöte), 2 Flöten (2. auch 2. Piccolo), 2 Oboen, Englischhorn, 2 Klarinetten in B, Bassklarinette in B, 2 Fagotte, Kontrafagott
- 4 Hörner, 3 Trompeten, Basstrompete, 3 Posaunen, Tuba,
- Mandoline, 2 Harfen, Celesta, Klavier, Harmonium,
- 4 Pauken, Schlagzeug (Glockenspiel, Xylophon, Triangel, Tamburin, Ratsche, Kleine Trommel, Große Trommel mit Becken, freihängendes Becken, TamTam, Rute),
- Streicher

Auf der Bühne
- Orgel
- 2 Trompeten
- 2 Klarinetten
- Triangel
- Tamburin
- Kleine und Große Trommel
- Becken
- 7 tiefe Glocken
- Windmaschinen
- 1. Loge rechts: 2 Trompeten, 2 Posaunen

## Handlung
Ort und Zeit: Brügge, Ende des 19. Jahrhunderts

### Erster Akt

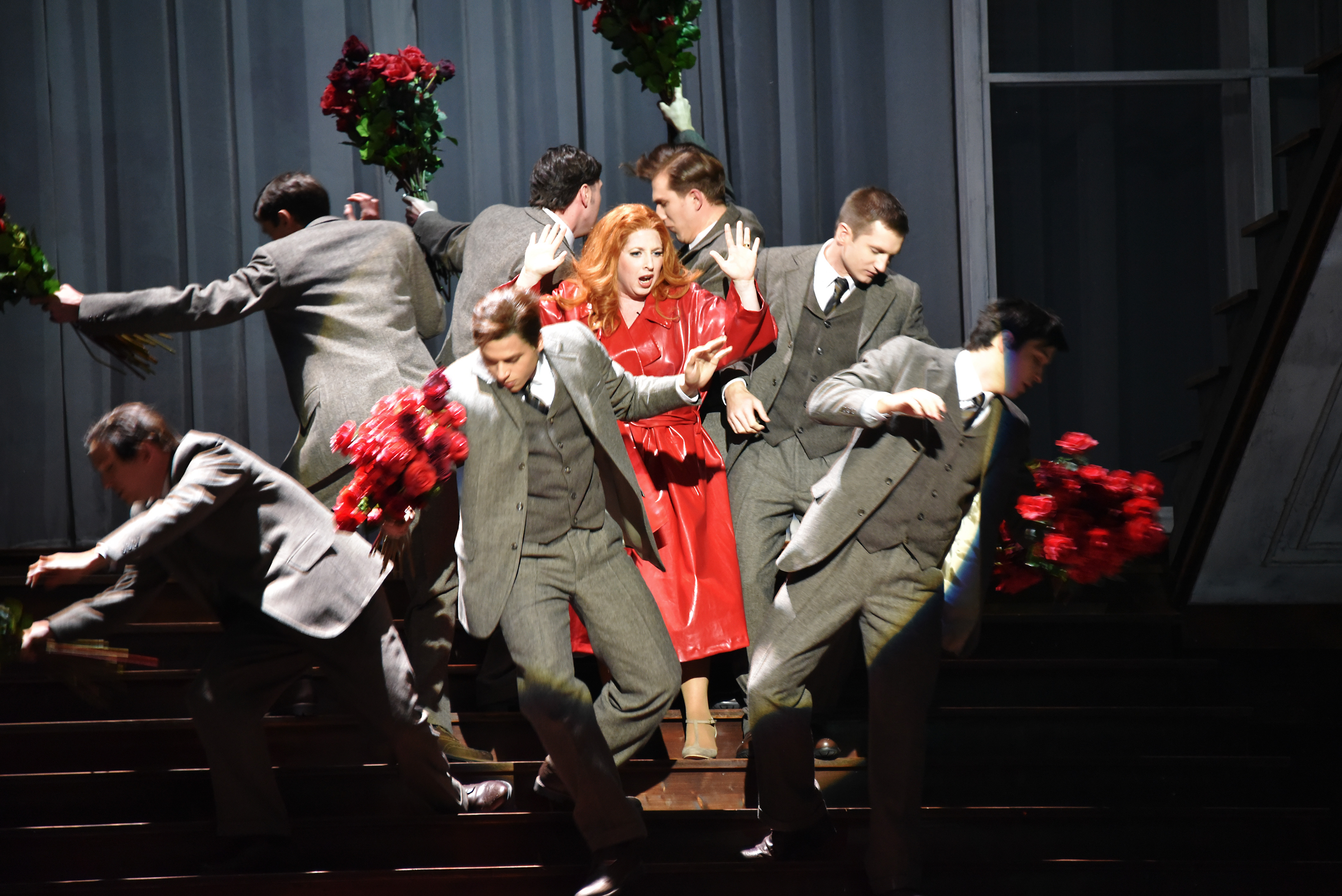
Erster Akt: Gal James als Marietta, Oper Graz 2015

Paul bewohnt ein Zimmer in Brügge, das er „die Kirche des Gewesenen“ nennt, denn alles darin erinnert ihn an seine verstorbene Frau Marie. In einer Vision erscheint ihm Marie und erklärt, der Tag werde kommen, an dem er sie wieder ganz besitzen werde. Brigitta, Pauls Haushälterin, kündigt ihm eine verschleierte Frau an. Daraufhin betritt die Tänzerin Marietta das Zimmer. Weil sie Marie sehr ähnlich sieht, gelingt es ihr, Paul in ihren Bann zu ziehen. Er gibt ihr die Laute und einen Schal seiner verstorbenen Frau, damit Marietta ihr noch ähnlicher sieht. Mit der Laute singt Marietta die Arie Glück, das mir verblieb. Als Marietta jedoch versehentlich ein Bild von Marie enthüllt, erschrickt Paul, und Marietta verlässt das Gedenkzimmer.

### Zweiter Akt

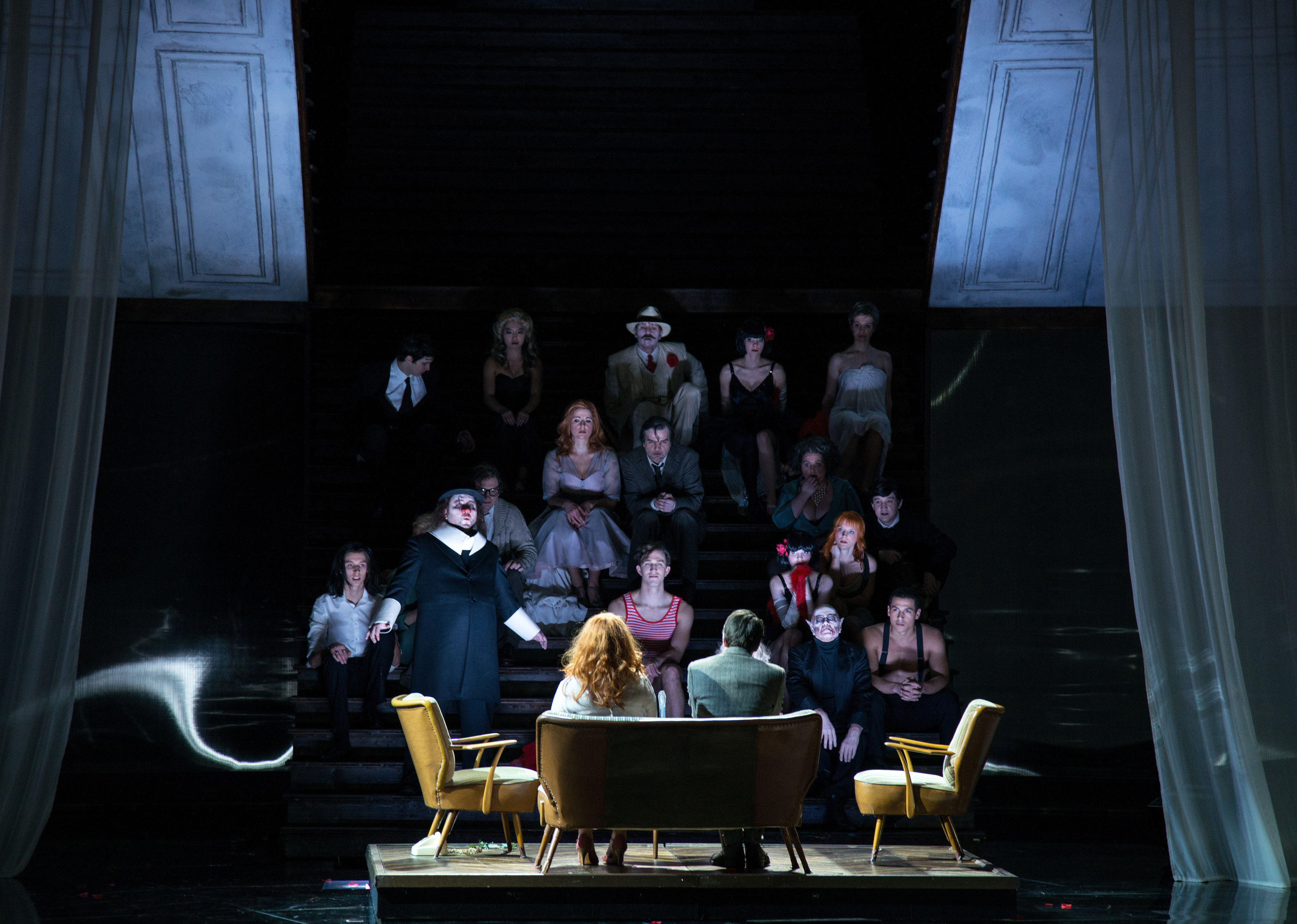
Zweiter Akt: Taylan Reinhard als Victorin, Oper Graz 2015

Paul hat sich in Marietta verliebt und sucht sie. Diese befindet sich bei ihrer Theatergruppe, von Verehrern umringt. Paul beobachtet im Verborgenen, wie die Gruppe die Totenerweckung von Helene aus der Oper Robert der Teufel von Giacomo Meyerbeer probt. Anschließend wirft sie ihm vor, dass er sie nur liebte, da sie seiner verstorbenen Frau ähnelt.

### Dritter Akt

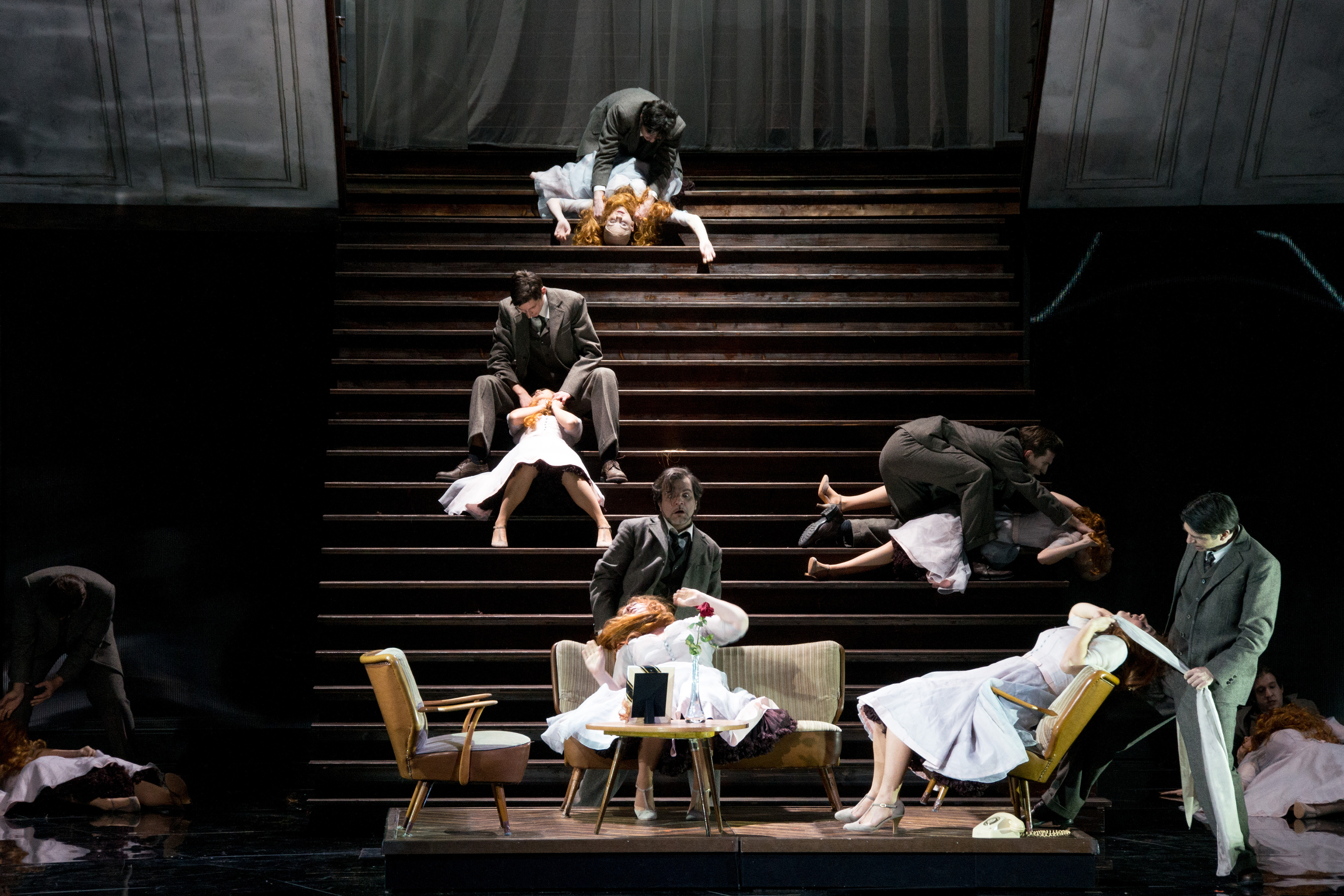
Dritter Akt: Zoltán Nyári als Paul, Oper Graz 2015

Marietta verlangt von Paul, entweder solle er sie ganz lieben oder überhaupt nicht. Sie fängt an, ihn zu provozieren, und nachdem sie dem Schrein eine Locke Mariens entnommen hat, beginnt Marietta vor Paul zu tanzen. Dies macht Paul derart wütend, dass er Marietta erwürgt.
Nun kommt Paul wieder zu sich und erkennt, dass die Handlung des zweiten und dritten Aktes nur ein Traum war. Marietta kommt wieder, um den Schirm und die Rosen mitzunehmen, die sie zu Ende des ersten Aktes vergessen hatte. 
Seinem Freund Frank schildert er seine Vision. Dieser rät ihm, die „Kirche des Gewesenen“ zu verlassen. Paul verspricht, dem Rat seines Freundes zu folgen und Brügge, die tote Stadt, auf immer zu verlassen.

## Musik
Im Gegensatz zur avantgardistischen Haltung der Wiener Schule rund um Schönberg, Berg und Webern, die Atonalität und später die Zwölftontechnik propagierten, pflegte der Komponist dieser Oper einen spätromantischen Stil, geprägt durch seinen Lehrer Alexander von Zemlinsky, Richard Wagners Chromatik und Leitmotiv-Technik, sowie die Orchestrierungstechnik von Richard Strauss. Korngolds Partitur zeigt aber auch Einflüsse des Verismo Puccinis. Als berühmteste Nummern der Oper gelten das Duett zwischen Paul und Marietta „Glück, das mir verblieb“ (Mariettas Lied) und die schwärmerisch-melancholische Bariton-Arie „Mein Sehnen, mein Wähnen“.
Das Werk wurde vom Verlag B. Schott’s Söhne in Mainz veröffentlicht.